# Зиновьево (Александровский район)
Зиновьево — село в Александровском муниципальном районе Владимирской области России, входит в состав Андреевского сельского поселения.

## География
Село расположено в 3 км к югу от центра поселения села Андреевского и в 20 км к западу от города Александрова.

## История
Село известно с 1628 года — здесь стояла деревянная церковь Николая Чудотворца. В середине XVII века село было вотчиной стольника, князя Самойла Шайсунова (на его средства в 1650 году была построена новая церковь). В конце XVIII века село принадлежало Солениковым. В 1788 году на средства помещика поручика Николая Васильевича Соленикова начата постройка каменного храма с колокольней, церковь Покрова Божией Матери была освящёна в 1794 году. На кладбище при церкви был похоронен её храмоздатель, умерший 24 июня 1808 года на 54-м году жизни, а также его жена и потомки Солениковы, получившие потомственное дворянство. 
С 1885 года к церкви села Зиновьево была приписана церковь села Ирково. С 1856 по 1896 год священником прихода был А.В. Цветаев, двоюродный дед поэтессы Марины Цветаевой, впоследствии протоиерей, благочинный церквей 1-го округа Александровского уезда. В 1929 году церковь закрыли. Храм разорили, из риз сшили скоморошьи одежды для участников шумового оркестра, организованного в селе в начале 1930-х годов. В церкви, в тёплом приделе, устроили детский сад, холодное помещение использовали под клуб. 
В XIX и первой четверти XX века село входило в состав Андреевской волости Александровского уезда. В 1905 году в селе числилось 52 двора.
В годы Советской власти до 1998 года село входило в состав Андреевского сельсовета.

## Население
| 1859 | 1905 | 1926 | 2002 | 2010 | 2021 |
| ---- | ---- | ---- | ---- | ---- | ---- |
| 235  | ↗287 | ↘262 | ↘14  | ↘6   | ↘5   |

## Достопримечательности
В селе располагается Церковь Покрова Пресвятой Богородицы (1788-1794). Церковь действующая, в удовлетворительном состоянии, колокольня в стадии строительства.